# CRKSV Jong Holland
Der CRKSV Jong Holland ist ein 1919 gegründeter Fußballverein aus Willemstad auf der Insel Curaçao und spielt in der Sekshon Pagá, der höchsten Spielklasse des nationalen Fußballverbands von Curaçao. Der Klub ist fünfzehnfacher Gewinner der Sekshon Pagá und gewann zudem sechsmal die Kopa Antiano. Seine Heimspiele trägt der Verein im Stadion Ergilio Hato aus.

## Erfolge
- Kopa Antiano[1]

Meister: 1941, 1942, 1960, 1976/77, 1977/78, 1981/82
- Sekshon Pagá[2]

Meister: 1925/26, 1928, 1932, 1935/36, 1937/38, 1939/40, 1943/44, 1949/50, 1952, 1959/60, 1977/78, 1981, 1998/99, 2017/18, 2021